# ADN (film, 2020)
Pour les articles homonymes, voir ADN (homonymie).
Pour plus de détails, voir Fiche technique et Distribution.
ADN est un film français écrit et réalisé par Maïwenn, sorti en 2020.
Il s'agit de son cinquième long-métrage en tant que réalisatrice. Porté par un casting réunissant Fanny Ardant, Louis Garrel, Marine Vacth, Dylan Robert et Maïwenn elle-même dans le rôle principal, le film explore la crise identitaire d'une femme en deuil, confrontée à des tensions familiales et à la quête de ses origines algériennes.
Initialement sélectionné pour le Festival de Cannes 2020, annulé en raison de la pandémie de Covid-19, ADN est présenté en avant-première le 11 septembre 2020 au Festival du cinéma américain de Deauville, dans la sélection spéciale L'Heure de la Croisette,.

## Synopsis
À la suite du décès de son grand-père, Emir, Neige (Maïwenn), mère divorcée, voit vaciller le seul repère affectif stable de sa vie. Très attachée à cet homme d’origine  algérienne, ancien militant  communiste, elle se retrouve confrontée aux tensions et dysfonctionnements d’une famille éclatée, marquée par les conflits, les silences et les rancunes. Neige entretient une relation toxique avec ses parents, subit l’indifférence de son père (Alain Françon), la dureté de sa mère (Fanny Ardant), et les distances prises par sa fratrie, notamment sa sœur (Marine Vacth).
Cherchant un sens à son existence et à sa souffrance, elle se lance dans une quête identitaire et administrative pour renouer avec ses origines algériennes, entamant une démarche de reconnaissance de nationalité. Dans cette traversée intime, marquée par les deuils et les révélations, son ex-compagnon François (Louis Garrel) demeure son seul soutien constant. À travers cette crise, Neige tente de redéfinir sa place dans une famille disloquée et dans une histoire qu’elle ne connaissait pas vraiment.

## Fiche technique
- Titre français : ADN
- Réalisation : Maïwenn
- Scénario : Maïwenn et Mathieu Demy
- Direction de la photographie : Sylvestre Dedise
- Montage : Laure Gardette
- Musique : Stephen Warbeck
- Décors : Thérèse Ripaud
- Costumes : Isabelle Pannetier
- Producteurs : Pascal Caucheteux
- Production déléguée : Why Not Productions
- Coproduction : Les Films de Batna, Arte France Cinéma
- Distribution France : Le Pacte
- Exportation / ventes internationales : Goodfellas
- Pays de production :  France
- Format : couleur – 1,85:1 – son 5.1
- Genre : drame familial
- Durée : 90 minutes
- Dates de sortie :
  -  France : 11 septembre 2020 (Festival du cinéma américain de Deauville 2020)
  -  France : 28 octobre 2020 (sortie nationale)
  -  France : 19 mai 2021 (reprise après fermeture des cinémas liée au COVID-19)

## Distribution
- Maïwenn : Neige
- Omar Marwan : Emir Fellah, le grand-père
- Fanny Ardant : Caroline, la mère de Neige
- Louis Garrel : François, l’ex-compagnon de Neige
- Dylan Robert : Kevin, le cousin de Neige
- Marine Vacth : Lilah, la sœur cadette de Neige
- Alain Françon : Pierre, le père de Neige
- Florent Lacger : Ali, frère aîné de Neige
- Henri-Noël Tabary : Matteo, frère cadet de Neige
- Anne Berest : Anne, amie de la famille
- Lyes Salem : l’homme du consulat

## Production

### Genèse et développement
ADN est le cinquième long-métrage réalisé par Maïwenn. Le film s’inspire en partie de sa propre histoire familiale, notamment de sa relation avec son grand-père algérien. L’écriture du scénario est cosignée avec Mathieu Demy. La réalisatrice confie avoir voulu explorer la construction de l’identité à travers le deuil, la famille et les origines culturelles.
La production est assurée par Why Not Productions, avec Arte France Cinéma et Les Films de Batna en coproduction. Le film est distribué en France par Le Pacte, et vendu à l’international par Goodfellas.

### Attribution des rôles
Maïwenn a choisi d’interpréter elle-même le rôle principal de Neige, une femme en quête de ses origines algériennes, inspirée en partie de sa propre histoire,. Pour incarner les membres de cette famille fragmentée, elle fait appel à des acteurs aux profils variés.
Fanny Ardant, avec qui elle avait déjà collaboré sur Le Bal des actrices, retrouve ici un rôle central, celui de Caroline, la mère autoritaire et névrosée. Louis Garrel, proche de la réalisatrice, campe François, un ex-compagnon bienveillant. Marine Vacth, déjà remarquée dans des rôles introspectifs, interprète Lilah, la sœur cadette détachée.
Le jeune acteur Dylan Robert, révélé par Shéhérazade (César du meilleur espoir masculin), apporte une touche de fraîcheur et de compassion dans le rôle du cousin Kevin. Omar Marwan incarne quant à lui le grand-père Emir, figure centrale du récit, tandis qu’Alain Françon joue le père absent et Caroline Chaniolleau (de), la tante.
Certains acteurs comme Anne Berest ou Estelle Dossin apparaissent dans des rôles secondaires, renforçant le réalisme du cercle familial et institutionnel entourant le personnage de Neige.

### Tournage
Une partie des scènes extérieures a été tournée à Paris, notamment devant le crématorium-columbarium du cimetière du Père-Lachaise ainsi qu'à l'entrée du cimetière, où se déroule la dispute entre Neige et sa mère. L'une des dernières scènes a été filmée sur le pont Saint-Michel, où une plaque commémorative rend hommage aux victimes de la manifestation de 1961.
Certaines scènes ont également été tournées dans un EHPAD situé à Charenton-le-Pont, dans le Val-de-Marne, l’EHPAD Gabrielle d'Estrée.
Des prises de vues ont aussi eu lieu en extérieur à Alger, en Algérie.

## Sortie

### Accueil critique
En France, le site Allociné recense une moyenne des critiques presse de 3,2/5.
Marianne, identifie « un terrain dangereux où l’hérédité et l’inné prennent beaucoup de place » ou « l’obsession de ses origines conduit à ne jamais pouvoir s’en émanciper » et mènerait Maïwenn sur le terrain glissant de l’essentialisation « scientifique », stade suprême du déterminisme individuel. Elle « renverse ainsi la vieille querelle entre nature et culture. La droite privilégiait la première sur fond d’atavisme, la gauche attribuait tout à la seconde dans le but de changer l’environnement social des plus mal lotis », quitte à « s’enfoncer dans l’eugénisme d’extrême droite ». « Du droit du sang au droit des gènes », elle dérive « du séquençage génomique au séparatisme politique ».

## Distinctions

### Récompense
- Lumières de la presse internationale 2021 : meilleure mise en scène

### Nominations
- César 2021 :
  - Meilleure réalisation pour Maïwenn
  - Meilleure actrice dans un second rôle pour Fanny Ardant
  - Meilleur acteur dans un second rôle pour Louis Garrel
  - Meilleure musique originale pour Stephen Warbeck[9]

### Sélections
- Label Festival de Cannes 2020
- Festival du cinéma américain de Deauville 2020 : sélection en section L'heure de la Croisette
- Festival international du film de Saint-Sébastien 2020 : sélection en section Perles (Perlak)